# Ridlington
Ridlington est un village et une paroisse civile d'Angleterre situé dans l'ouest du Rutland. La population du village était de 202 personnes en 2001, et de 260 en 2011 avec celles d'Ayston, Leighfield et Wardley.
Au XVe siècle, Ridligton a été le lieu de résidence d'Hugh Boyville (en), parlementaire et High sheriff du Rutland.

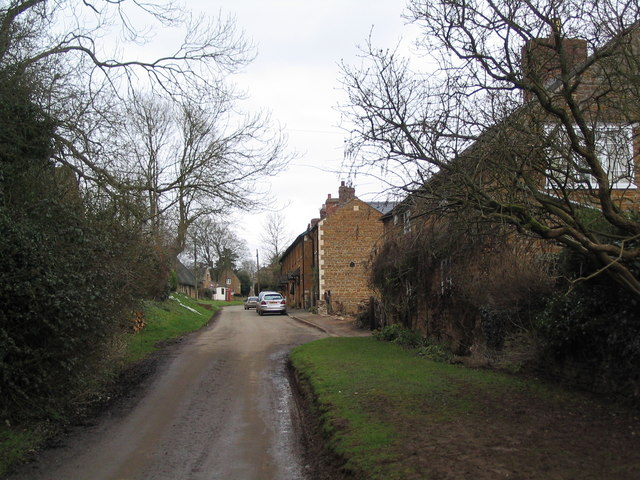
Rue principale de Ridlington.